# SS Mauna Loa
El SS Mauna Loa fue un carguero a vapor de la Matson Navigation Company que se hundió en el bombardeo de Darwin en febrero de 1942. Fue bautizado SS West Conob en 1919 y rebautizado SS Golden Eagle en 1928. En el momento de su finalización en En 1919, el barco fue inspeccionado por la Armada de los Estados Unidos para su posible uso como USS West Conob (ID-4033) pero no fue llevado a la Armada ni encargado. 
El West Conob se construyó en 1919 para la United States Shipping Board (USSB), como parte de la serie de barcos de la clase West, barcos de carga con casco de acero construidos en la costa oeste de los Estados Unidos para el refuerzo bélico de la Primera Guerra Mundial, y fue el decimocuarto barco construido en Los Ángeles Shipbuilding & Dry Dock Company en San Pedro, California. Inicialmente navegó para la Pacific Mail Steamship Company y circunnavegó el mundo dos veces en 1921. Comenzó a navegar a Sudamérica para Swayne & Hoyt Lines en 1925, y luego a Australia y Nueva Zelanda. Cuando la operación de Swayne & Hoyt fue asumida por la Oceanic and Oriental Navigation Company unos años más tarde, navegó con el nombre de Golden Eagle hasta 1934, cuando fue adquirida por la Matson Navigation Company para el servicio entre Hawái y el territorio continental de los EE. UU. Fue renombrada como Mauna Loa, después de la gran erupción volcánica en la isla de Hawái. 
Poco antes de la entrada de Estados Unidos en la Segunda Guerra Mundial, el Departamento de Guerra de Estados Unidos contrató al Mauna Loa para transportar suministros a Filipinas. El barco fue parte de un intento fallido de reforzar las fuerzas aliadas bajo el ataque de los japoneses en Timor a mediados de febrero de 1942. Después del regreso de su convoy a Darwin, Territorio del Norte, el Mauna Loa fue uno de los ocho barcos hundidos en el puerto de Darwin en el primer bombardeo japonés en el continente australiano el 19 de febrero. Los restos de su naufragio y su cargamento son un sitio de buceo en el puerto.

## Diseño y construcción
Los barcos West eran barcos de carga de tamaño y diseño similares construidos por varios astilleros en la costa oeste de los Estados Unidos para el USSB para uso de emergencia durante la Primera Guerra Mundial. Unos 40 barcos West fueron construidos por Los Angeles Shipbuilding & Dry Dock Company of Los Ángeles, todos los nombres comenzaban con la palabra West. El West Conob (astillero de construcción naval de Los Ángeles número 14) se completó en mayo de 1919.
El West Conob tenía 5.899 toneladas de registro bruto (TRB), y tenía 410 pies 1 pulgada (124,99 m) de largo (entre perpendiculares) y 54 pies 6 pulgadas (16,61 m) de través. Tenía un casco de acero y un tonelaje de peso muerto de 8.600 TPM. Las fuentes no dan otras características del casco de West Conob, pero West Grama, un barco gemelo también construido en Los Angeles Shipbuilding, tenía un desplazamiento de 12.225 t con un calado medio de 24 pies 2 pulgadas (7,37 m) y una bodega de 29 pies 9 pulgadas. (9,07 m) de profundidad.
La planta de energía del West Conob consistía en una sola máquina de vapor recíproca de triple expansión con cilindros de 28½, 47 y 78 pulgadas (72, 120 y 200 cm) con una carrera de 48 pulgadas (120 cm). Estaba equipada con tres calderas de tubos de agua Foster, cada una con un área de calentamiento de 4,150 pies cuadrados (386 m²) y conteniendo 52 tubos de 4 pulgadas (10 cm) y 827 tubos de 2 pulgadas (5,1 cm). Sus calderas se calentaban mediante quemadores de aceite mecánicos alimentados por dos bombas, cada una de 15 x 10 x 15 cm (6 x 4 x 6 pulgadas) con una capacidad de 110 L (30 galones estadounidenses) por minuto.  Con la carga completa, el barco podría contener 6.359 barriles (1011,0 m³) de fueloil. La hélice de tornillo único de West Conob tenía 17 pies 1 pulgada (5,21 m) de diámetro con un paso de 15 pies 3 pulgadas (4,65 m) y un área desarrollada de 102 pies cuadrados (9,5 m²). El barco fue diseñado para viajar a 11 nudos (20 km / h), [10] y promedió 11,1 nudos (20,6 km / h) durante su primer viaje en junio de 1919.